# Floculació
La floculació és un procés químic pel qual s'agreguen partícules sòlides en el si d’un fluid, per mitjà d’un agent de floculació. Pot ser espontani o el resultat d'un tractament químic. El fenomen es fa servir per separar sòlids dispersos dins d'un fluid per tal de formar agregats de partícules que en facin possible la separació del sòlid per sedimentació o filtració. Segons la mena de sòlids els flocs es sedimenten, romanen en suspensió o floten. L'estudi de la solució floculant més adaptada al resultat desitjat fa part de la química aplicada i de la bioquímica.

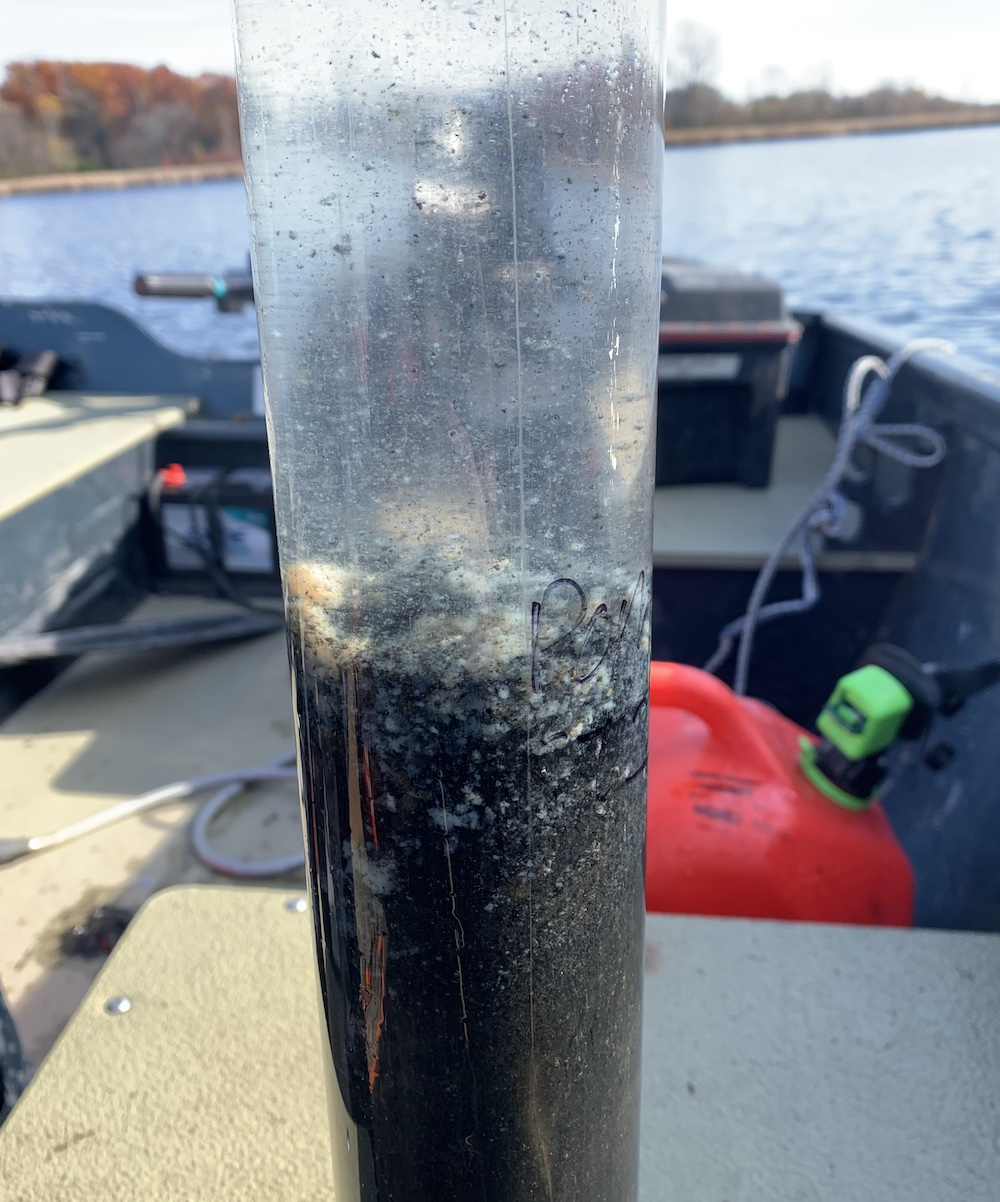
Mostra de sediments recollida dels fons d'un llac de Minnesota. Els flocs de sulfat d'alumini es representen com a grups blancs prop de la superfície del sediment. Els flocs d'hidròxid d'alumini formats absorbeixen fòsfor, com a mesura per lluitar contra l'eutrofització.

Per produir-la, es fan servir agents de floculació o floculants, substàncies tensioactives o electròlits. Així fent, s'aglutinen les substàncies col·loidals presents en l'aigua o un altre líquid. D'aquesta forma en faciliten la decantació i posterior filtrat. És un procés que té moltes aplicacions per filtrar partícules fins a un micròmetre (mil·lèsima part d'un mil·límetre governades pel moviment brownià i substàncies dissoltes (menys que uns pocs nanòmetres). Les partícules desestabilitzades s'agreguen en microflocs i després en els flocs més grossos.
Es fa servir el tractament d'aigües residuals domèstics, industrials o de mineria; aigües grises; per potabilitzar aigua de superfície, per diagnosis medicals, en la fabricació de formatge i de cervesa… Els flocs poden ser el producte desitjat, per exemple quan es fa formatge, o el residu, en el cas del tractament de l'aigua o de la clarificació de vi o cervesa.

## Aplicacions

### Tractament d'aigua
L'aigua sol contenir sòlids en suspensió i partícules col·loidals que es fan coagular abans de la floculació, per això moltes vegades es parla de processos de coagulació-floculació.
Els factors que poden promoure la coagulació-floculació són el gradient de la velocitat, el temps i el pH. El temps i el gradient de velocitat són importants en augmentar la probabilitat que les partícules s'englobin i dona més temps perquè les partícules s'agreguen. El pH és un factor prominent en acció desestabilizadora de les substàncies coagulants i floculants.

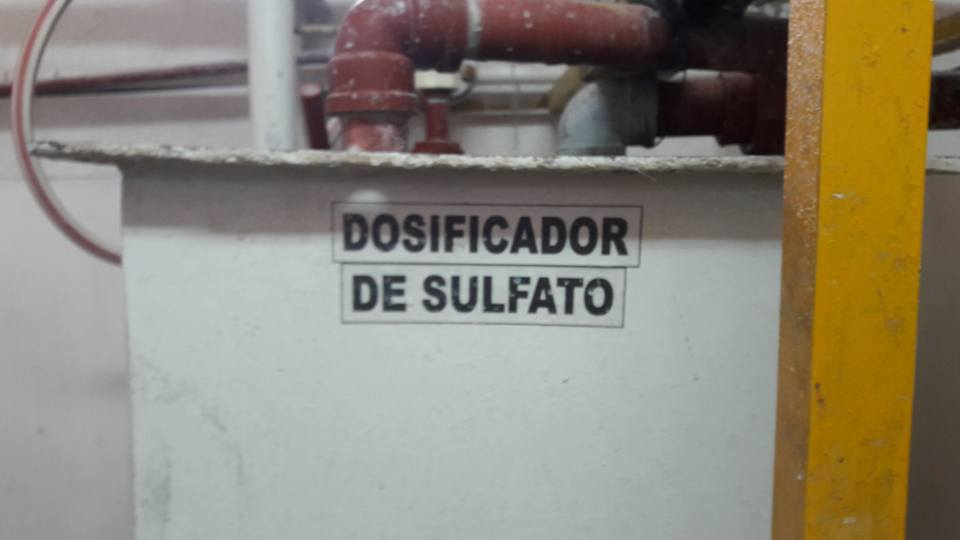
En el condicionament d'aigua per al consum humà es fa servir sulfat d'alumini com a agent floculant. Planta de tractament argentina.

En el condicionament d'aigua potable i depuració d'aigua residual es fan servir sals com el sulfat d'alumini, el i el sulfat de ferro com a agent floculant.
En la mineria, els floculants utilitzats són polímers sintètics d'alt pes molecular, les molècules del qual són de cadena llarga i amb gran afinitat per les superfícies sòlides. Aquestes macromolècules es fixen per adsorció a les partícules i provoquen així la floculació per formació de ponts interpartícules.

### Clarificació de cervesa i de vi
El mètode de clarificar de begudes fermentades depèn de la mena de les partícules. Quan líquid i partícules són de densitats semblants, els pot deixar flocular. Altres tècniques són la sedimentació, la centrifugació, la filtració, l'afegit d'additius que engloben les partícules o una combinació de tècniques. En fer la cervesa, el llevat flocula i, segons el tipus de llevat i la temperatura de la fermentació, flota (fermentació alta) o sedimenta (fermentació baixa).

### Fabricació de formatge
En quallar la llet, el precipitat que flocula en el xerigot serveix de base per fer formatge. Quan la llet s'acidifica i arriba a un pH de 4,6 les caseïnes floculen en forma d'un precipitat més o menys granulós.

### Diagnòstic medical
En medicina és una reacció de precipitació pròpia d'alguns antisèrums. La prova ràpida de reagina plasmàtica (test RPR) és un exemple de prova de diagnòstic ràpid que busca anticossos inespecífics a la sang.